# Нікіфоров Євген Валерійович
Євге́н Вале́рійович Нікі́форов (рос. Никифоров Евгений Валерьевич, нар. 10 вересня 1970) — російський військовик, генерал-лейтенант, командувач 58-ї загальновійськової армії Збройних сил Російської Федерації.
Учасник російської агресії проти України, один з командувачів проросійськими силами на Донбасі у 2014—2015. [⇨]

## Життєпис
Народився 10 вересня 1970 року.
В 1991 році закінчив Коломенське артилерійське училище. З 1991 до 2001 року служив у 83-й окремій десантно-штурмовій бригаді, де командував артилерійським взводом, протитанковою батареєю, парашутно-десантним батальйоном.
У 2003 році закінчив Загальновійськову академію. Достроково отримав звання майора і підполковника.
З 2003 до 2010 служив у тій же 83-й окремій десантно-штурмовій бригаді, в якій з кінця березня 2005 року обійняв посаду командира.
В 2012 році закінчив Військову академію Генерального штабу ЗСРФ.
Станом на 2015 рік був заступником командувача 58-ї загальновійськової армії. У серпні 2016 року призначений командиром 20-ї загальновійськової армії. З січня 2017 року — командувач 58-ї загальновійськової армії.
08.05.2013 отримав звання генерал-майора, 12.12.2018 — генерал-лейтенанта.

### Війна на сході України
За даними слідчих СБУ, оприлюдненими у 2019 році, саме Євген Нікіфоров віддав наказ Дмитру Уткіну з ПВК Вагнер на знищення 14 червня 2014 року українського транспортного літака Іл-76.
В березні-квітні 2015 року Євген Нікіфоров прийшов на заміну генерал-майору Сергію Кузовльову як куратор Росії у Луганській області, і отримав від нього перехідний позивний — «Тамбов».
22 серпня 2016 року включений Генеральною прокуратурою України до списку з 18 осіб, яким повідомлено про підозру у вчиненні особливо тяжких злочинів проти основ національної безпеки України, миру та міжнародного правопорядку.
Євген Нікіфоров присутній у базі даних центру «Миротворець» серед осіб, що становлять загрозу національній безпеці України і міжнародному правопорядку.

## Санкції
2 травня 2018 року доданий до санкційного списку України.